# Pseudyrias merbecki
Pseudyrias merbecki är en fjärilsart som beskrevs av William Schaus 1933. Pseudyrias merbecki ingår i släktet Pseudyrias och familjen nattflyn. Inga underarter finns listade.